# Carlos García-Ordóñez
Carlos García-Ordóñez Montalvo (L'Avana, 24 aprile 1927 – Miami, 24 novembre 2019) è stato un cestista cubano.
Era il fratello di Raúl García-Ordóñez.

## Carriera
Con Cuba ha disputato i Giochi olimpici di Helsinki 1952.